# Гетман, Александра Дмитриевна
Александра Дмитриевна Гетман — советский хозяйственный и государственный деятель, Герой Социалистического Труда.

## Биография
Родилась в 1920 году на хуторе Лысогорском. Член КПСС.
В 1935—1980 — колхозница, птичница колхоза «Октябрь» Минераловодского района Ставропольского края.
Указом Президиума Верховного Совета СССР от 22 марта 1966 года присвоено звание Героя Социалистического Труда с вручением ордена Ленина и золотой медали «Серп и Молот».
Депутат Верховного Совета СССР 7-го созыва.
Жила в селе Лысогорка.

## Награды и звания
- Герой Социалистического Труда (22.03.1966)
- Орден Ленина (07.03.1960; 22.03.1966)